# Abbaye Saint-Cyprien de Poitiers
L'abbaye Saint-Cyprien de Poitiers est un édifice religieux édifié sur la commune de Poitiers dans le département de la Vienne en région Nouvelle-Aquitaine.

## Historique
Sa fondation est traditionnellement attribuée à Pépin Ier d'Aquitaine en 828. Vers 857, elle a dû subir la destruction par les Vikings. Frotier II, évêque de Poitiers la restaure dans le premier quart du Xe siècle.
L'église est consacrée sous l'abbé Martin en 935-936 en présence de Guillaume Tête d'Étoupe, comte de Poitiers. Guillaume y est enterré le 3 avril 963. 
Elle est rattachée à Cluny avant 1058. L’évêque de Poitiers Isembert II confirme cette décision en 1076, suivi par différents papes jusqu'en 1125.
Elle est ruinée par les guerres de Religion et réformée en 1645.
Au XIXe siècle, des vestiges romans sont découverts lors de fouilles et elle devient l'hôpital Pasteur.

## Liste des abbés
- 933-934 : Martin, puis abbé de Jumièges et de Saint-Jean d'Angély
- Martin d’Aubusson
- Renault
- Bernard de Tiron, fondateur de l'abbaye de la Sainte-Trinité de Tiron
- vers 1600 : Henri-Louis Chasteigner de La Roche-Posay, évêque de Poitiers

### Sources
- Jörg Oberste, « Les Clunisiens et l’espace urbain en France », Mélanges de l’École française de Rome - Moyen Âge [Online], 124-1 | 2012, Messo online il 19 dicembre 2012, consulté le 24 février 2016, lire en ligne